# Linia 8 metra w Madrycie
Linia 8 – ósma linia metra w Madrycie, łącząca stacje Nuevos Ministerios i Aeropuerto T4. Cała linia liczy w sumie 8 stacji z peronami 115-metrowymi i o łącznej długości 16,5 km torów. Linia została otwarta w 1998.